# ۱۷۶۰ (میلادی)

## زادروزها
- ۱۰ مه – یوهان پتر هبل، شاعر و نویسنده آلمانی (د. ۱۸۲۶)
- ۲۲ اوت – لئون دوازدهم، کشیش و دیپلمات ایتالیایی (د. ۱۸۲۹)

روژه دو لیل آهنگساز فرانسوی و سازنده سرود ملی فرانسه(د ۱۸۳۶)

## مرگ‌ها
- ۱۰ مارس - کریستف گراپنر، آهنگساز آلمانی (زادهٔ ۱۶۸۳)
- ۲۵ اکتبر - جرج دوم، پادشاه بریتانیا (زادهٔ ۱۶۸۳)

- ۹ مه – نیکلاوس تسینتسندرف، کشیش آلمانی (ز. ۱۷۰۰)
- ۱۰ مه – کریستف گراپنر، آهنگساز آلمانی (ز. ۱۶۸۳)